# کارسون‌سیتی (فیلم)
کارسون‌سیتی (انگلیسی: Carson City) فیلمی در ژانر وسترن به کارگردانی آندری دی‌تاث است که در سال ۱۹۵۲ منتشر شد. از بازیگران آن می‌توان به راندولف اسکات، لوسیل نورمن، ریموند مسی، ریچارد وب، و دان بدو اشاره کرد.